# وگرا
وگرا (به ایتالیایی: Voghera) یک کومونه در ایتالیا است که در استان پاویا واقع شده‌است.

## خصوصیات
وگرا ۶۳ کیلومترمربع مساحت و ۳۹٬۸۸۹ نفر جمعیت دارد و ۹۶ متر بالاتر از سطح دریا واقع شده‌است.

## خواهرخوانده
شهرهای لاینفلدن-اشتردینگن، منوسک و شاین، وایومینگ خواهرخوانده‌های وگرا هستند.